# Relazioni bilaterali tra Corea del Nord e Venezuela
Le relazioni bilaterali tra Corea del Nord e Venezuela fanno riferimento alle relazioni tra la Repubblica Popolare Democratica di Corea e la Repubblica Bolivariana del Venezuela. Il Venezuela è uno dei cinque paesi dell'America Latina nel quale si trova un'ambasciata della Corea del Nord, insieme al Perù, Cuba, Brasile e Messico.

## Storia
La Corea del Nord e il Venezuela stabilirono le loro relazioni diplomatiche nel 1965. Il Venezuela ha riconosciuto la Corea del Nord come Stato sovrano nel 1974. Negli anni novanta, a causa della grave crisi finanziaria e il budget ridotto della Corea del Nord, la nazione coreana si vide forzata a chiudere il 30% delle sue ambasciate, includendo anche quella che si trovava in Venezuela. Nel 2006, Nicolás Maduro condannò le prove nucleari realizzate dalla Corea “per il suo immenso danno alla vita” quando occupava la posizione di ministro degli Affari Esteri durante la presidenza di Hugo Chávez.
Mesi dopo il suo decesso, l'ambasciatore della Corea del Nord, Jon Yong-jin, il quale rappresenta il suo paese come ambasciatore non residente in tanti altri paesi, ha visitato il Venezuela nell'ottobre del 2013. Durante la sua visita, Yong-jin si riunì con i deputati all'Assemblea Nazionale Yul Jabour e Julio Chávez del  Partito Comunista del Venezuela (PCV) e del Partito Socialista Unito del Venezuela (PSUV). Anche  Yong-jin ha sfruttato l'opportunità per esprimere il suo appoggio al presidente Nicolás Maduro quando partecipò a Caracas, alla sede della Commissione Permanente della Politica Estera, Sovranità e Integrazione.
Nel 2014 Maduro dichiarò come  persona non grata  tre diplomatici statunitensi per presunta cospirazione con il fine di detronizzarlo, una decisione che ha ricevuto il chiaro appoggio da parte  del governo di Kim Jong-un. Yong-jin si congratulò con il presidente del Venezuela per aver effettuato quell' azione e si oppose apertamente alla “politica intervenzionista diretta dagli Stati Uniti tramite le sue ambasciate”, avvertendo che se il governo statunitense osasse  organizzare un  attacco militare contro il  Venezuela, la  Corea del Nord appoggerebbe quest'ultimo. Dopo la riunione, per la prima volta nella storia parlamentare del Venezuela, entrambe le parti hanno deciso di creare il Gruppo di Amicizia tra il Venezuela e la Repubblica Popolare Democratica della Corea.
Nel giugno 2014, la cancelleria venezuelana invitò la Corea del Nord a riaprire la propria ambasciata nel paese.
Nel 2018, il presidente dell'Assemblea Popolare e leader di primissima importanza della Corea del Nord, Kim Yong-nam, ha visitato il Venezuela per riunirsi con il presidente Nicolás Maduro.